# Antey-Saint-André

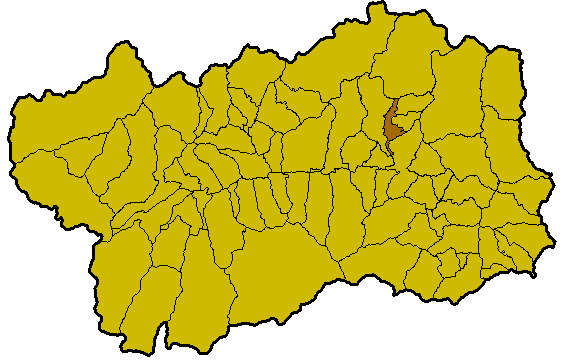
Ubicación del municipio de Antey-Saint-André en el Valle de Aosta.

Antey-Saint-André es una localidad italiana de Valle de Aosta, con 612 habitantes.

## Evolución demográfica
| Gráfica de evolución demográfica de Antey-Saint-André entre 1861 y 2001 |
|                                                                         |
| Fuente ISTAT - elaboración gráfica de Wikipedia                         |